# George David Birkhoff
Pour les articles homonymes, voir Birkhoff.
Ne pas confondre avec son fils, le mathématicien Garrett Birkhoff
George David Birkhoff (né le 21 mars 1884 à Overisel, dans le Michigan – mort le 12 novembre 1944 à Cambridge) est un mathématicien américain dont les travaux eurent une portée considérable, en particulier en systèmes dynamiques différentiables ou en théorie ergodique.

## Vie
Ses parents sont David Birkhoff et Jane Gertrude Droppers. George Birkhoff obtient ses premiers résultats en théorie des nombres, à peine âgé de 18 ans, à la sortie du Lewis Institute, aujourd'hui Institut de technologie de l'Illinois. En 1902, il entre à l'université de Chicago, avant d'être accepté à Harvard l'année suivante.
Il retourne à Chicago pour y effectuer sa thèse sous la direction d'Eliakim Hastings Moore. Mais ses recherches sont influencées par la lecture des œuvres du mathématicien français Henri Poincaré.
Marié en 1908, père de trois enfants, il est promu professeur à Harvard en 1919 et devient doyen de la faculté des sciences en 1936. Il a dirigé plus de quarante thèses, dont celles de Robert Daniel Carmichael, Marston Morse et Hassler Whitney.
Bien que chercheur de premier plan et professeur talentueux, il est connu aussi pour son antisémitisme que ses collègues ne manquent pas de dénoncer.

## Recherche
Birkhoff a apporté de nombreuses contributions en mathématiques, aussi bien en analyse qu'en systèmes dynamiques ou encore en théorie de la mesure. Parmi ces contributions :
- le théorème de Poincaré-Birkhoff, démontré en 1913 ;
- le théorème ergodique, établi vingt ans plus tard, sous l'influence des travaux de John von Neumann.

Ces deux théorèmes ont gardé une importance de premier rang.

## Publications
- Relativity and Modern Physics (1923)
- Dynamical Systems (1928)
- Aesthetic Measure (1933)
- Basic Geometry (1941)

## Honneurs
- Il fut le premier lauréat du prix Bôcher, en 1923.
- Le prix George-David-Birkhoff et (en partie) le prix Leroy P. Steele ont été créés en son honneur.
- On a donné son nom à un cratère lunaire.